# Coppa CERS 2002-2003
La Coppa CERS 2002-2003 è stata la 23ª edizione dell'omonima competizione europea di hockey su pista riservata alle squadre di club. Il torneo ha avuto inizio il 30 novembre 2002 e si è concluso il 2 maggio 2003. 
Il titolo è stato conquistato dagli spagnoli del Reus Deportiu per la prima volta nella loro storia sconfiggendo in finale i connazionali del Lleida.
In quanto squadra vincitrice il Reus Deportiu ha ottenuto anche il diritto di partecipare alla Coppa Continentale 2003-2004.

## Squadre partecipanti
| Nazione     | Club              | Città                    | Qualificazione                                                                          |
| ----------- | ----------------- | ------------------------ | --------------------------------------------------------------------------------------- |
| Francia     | Gazinet-Cestas    | Cestas                   | 6º in Nationale 1 2001-2002                                                             |
| Francia     | La Vendéenne      | La Roche-sur-Yon         | 4º in Nationale 1 2001-2002                                                             |
| Francia     | Mérignac          | Mérignac                 | 5º in Nationale 1 2001-2002                                                             |
| Francia     | Quévert           | Dinan                    | Eliminato agli ottavi di finale della Champions League 2002-2003                        |
| Germania    | Remscheid         | Remscheid                | 4º in Rollhockey-Bundesliga 2001-2002, semifinale dei play-off                          |
| Germania    | Düsseldorf Nord   | Düsseldorf               | 3º in Rollhockey-Bundesliga 2001-2002, semifinale dei play-off                          |
| Germania    | Walsum            | Duisburg                 | 2º in Rollhockey-Bundesliga 2001-2002, finale dei play-off                              |
| Inghilterra | Grimsby           | Grimsby                  | 4º in Roller Hockey Premier League 2001-2002                                            |
| Inghilterra | Herne Bay United  | Herne Bay                | 1º in Roller Hockey Premier League 2001-2002, campione d'Inghilterra                    |
| Italia      | Bassano 54        | Bassano del Grappa       | Eliminato agli ottavi di finale della Champions League 2002-2003                        |
| Italia      | Follonica         | Follonica                | 5º in Serie A1 2001-2002                                                                |
| Italia      | Forte dei Marmi   | Forte dei Marmi          | 4º in Serie A1 2001-2002, semifinale dei play-off                                       |
| Italia      | Modena            | Modena                   | 6º in Serie A1 2001-2002                                                                |
| Portogallo  | Gulpilhares       | Vila Nova de Gaia        | 6º in 1ª Divisão 2001-2002, 6º nella poule titolo                                       |
| Portogallo  | Infante de Sagres | Porto                    | 4º in 1ª Divisão 2001-2002, 4º nella poule titolo                                       |
| Portogallo  | Oliveirense       | Oliveira de Azeméis      | 5º in 1ª Divisão 2001-2002, 5º nella poule titolo                                       |
| Spagna      | Lleida            | Lleida                   | 6º in División de Honor 2001-2002, quarti di finale dei play-off                        |
| Spagna      | Noia              | Sant Sadurní d'Anoia     | 4º in División de Honor 2001-2002, quarti di finale dei play-off                        |
| Spagna      | Reus Deportiu     | Reus                     | 8º in División de Honor 2001-2002, quarti di finale dei play-off                        |
| Spagna      | Voltregà          | Sant Hipòlit de Voltregà | Detentore Coppa CERS e 2º in División de Honor 2001-2002, quarti di finale dei play-off |
| Svizzera    | Diessbach         | Diessbach bei Büren      | 4º in Lega Nazionale A 2001-2002, 4º fase finale                                        |
| Svizzera    | Ginevra           | Ginevra                  | Eliminato agli ottavi di finale della Champions League 2002-2003                        |
| Svizzera    | Langenthal        | Langenthal               | 5º in Lega Nazionale A 2001-2002, 5º fase finale                                        |
| Svizzera    | Thunerstern       | Thun                     | Eliminato agli ottavi di finale della Champions League 2002-2003                        |
| Svizzera    | Wimmis            | Wimmis                   | 6º in Lega Nazionale A 2001-2002, 6º fase finale                                        |

## Risultati

### Primo turno
| Squadra 1       | Totale | Squadra 2         | Andata | Ritorno |
| --------------- | ------ | ----------------- | ------ | ------- |
| Diessbach       | 5 - 9  | Gazinet-Cestas    | 3 - 3  | 2 - 6   |
| Düsseldorf Nord | 3 - 29 | Gulpilhares       | 1 - 17 | 2 - 12  |
| Follonica       | 9 - 6  | Wimmis            | 5 - 3  | 4 - 3   |
| Forte dei Marmi | 14 - 7 | Langenthal        | 11 - 4 | 3 - 3   |
| Mérignac        | 5 - 0  | Grimsby           | 5 - 0  | nd - nd |
| Modena          | 29 - 5 | Herne Bay United  | 15 - 1 | 14 - 4  |
| Walsum          | 4 - 24 | Lleida            | 4 - 7  | 0 - 17  |
| Remscheid       | 3 - 8  | La Vendéenne      | 1 - 2  | 2 - 5   |
| Reus Deportiu   | 9 - 7  | Infante de Sagres | 4 - 2  | 5 - 5   |

### Ottavi di finale
| Squadra 1      | Totale | Squadra 2       | Andata | Ritorno |
| -------------- | ------ | --------------- | ------ | ------- |
| Gazinet-Cestas | 4 - 13 | Follonica       | 3 - 8  | 1 - 5   |
| Gulpilhares    | 5 - 10 | Reus Deportiu   | 4 - 6  | 1 - 4   |
| Lleida         | 16 - 4 | La Vendéenne    | 11 - 2 | 5 - 2   |
| Noia           | 12 - 2 | Forte dei Marmi | 6 - 0  | 6 - 2   |
| Oliveirense    | 7 - 6  | Modena          | 6 - 3  | 1 - 3   |
| Quévert        | 4 - 2  | Ginevra         | 2 - 2  | 2 - 0   |
| Thunerstern    | 2 - 21 | Bassano 54      | 1 - 6  | 1 - 15  |
| Voltregà       | 13 - 2 | Mérignac        | 6 - 1  | 7 - 1   |

### Quarti di finale
| Squadra 1   | Totale | Squadra 2     | Andata | Ritorno |
| ----------- | ------ | ------------- | ------ | ------- |
| Bassano 54  | 14 - 2 | Quévert       | 8 - 1  | 6 - 1   |
| Follonica   | 5 - 11 | Lleida        | 3 - 4  | 2 - 7   |
| Oliveirense | 4 - 5  | Noia          | 4 - 2  | 0 - 3   |
| Voltregà    | 4 - 5  | Reus Deportiu | 2 - 1  | 2 - 4   |

### Semifinali
| Squadra 1 | Totale | Squadra 2     | Andata | Ritorno |
| --------- | ------ | ------------- | ------ | ------- |
| Lleida    | 10 - 9 | Bassano 54    | 5 - 2  | 5 - 7   |
| Noia      | 4 - 5  | Reus Deportiu | 2 - 2  | 2 - 3   |

### Finale
| Squadra 1 | Totale | Squadra 2     | Andata | Ritorno |
| --------- | ------ | ------------- | ------ | ------- |
| Lleida    | 3 - 7  | Reus Deportiu | 3 - 2  | 0 - 5   |